# Casa dos Stria
A Casa dos Stria (em italiano:  Casa degli Stria) é um edifício histórico em Ivrea na Itália.

## História
A casa pertenceu à importante família eporediense dos Stria. Aqui, em 1391, Amadeu VII, Conde de Saboia assinou, juntamente com os nobres do Canavese e os representantes dos Tuchini, um acordo que pôs fim ao Tuchinaggio.
Os frisos do palácio foram reproduzidos em 1884 por Alfredo d’Andrade no Borgo Medievale do Valentino, em Turim.

## Descrição
O edifício está situado ao longo da via Siccardi, no centro histórico da cidade. A fachada preserva uma moldura decorativa em terracota, com arcos trilobados, folhagens e uma corda entrelaçada, testemunho de uma casa senhorial medieval.

## Galeria

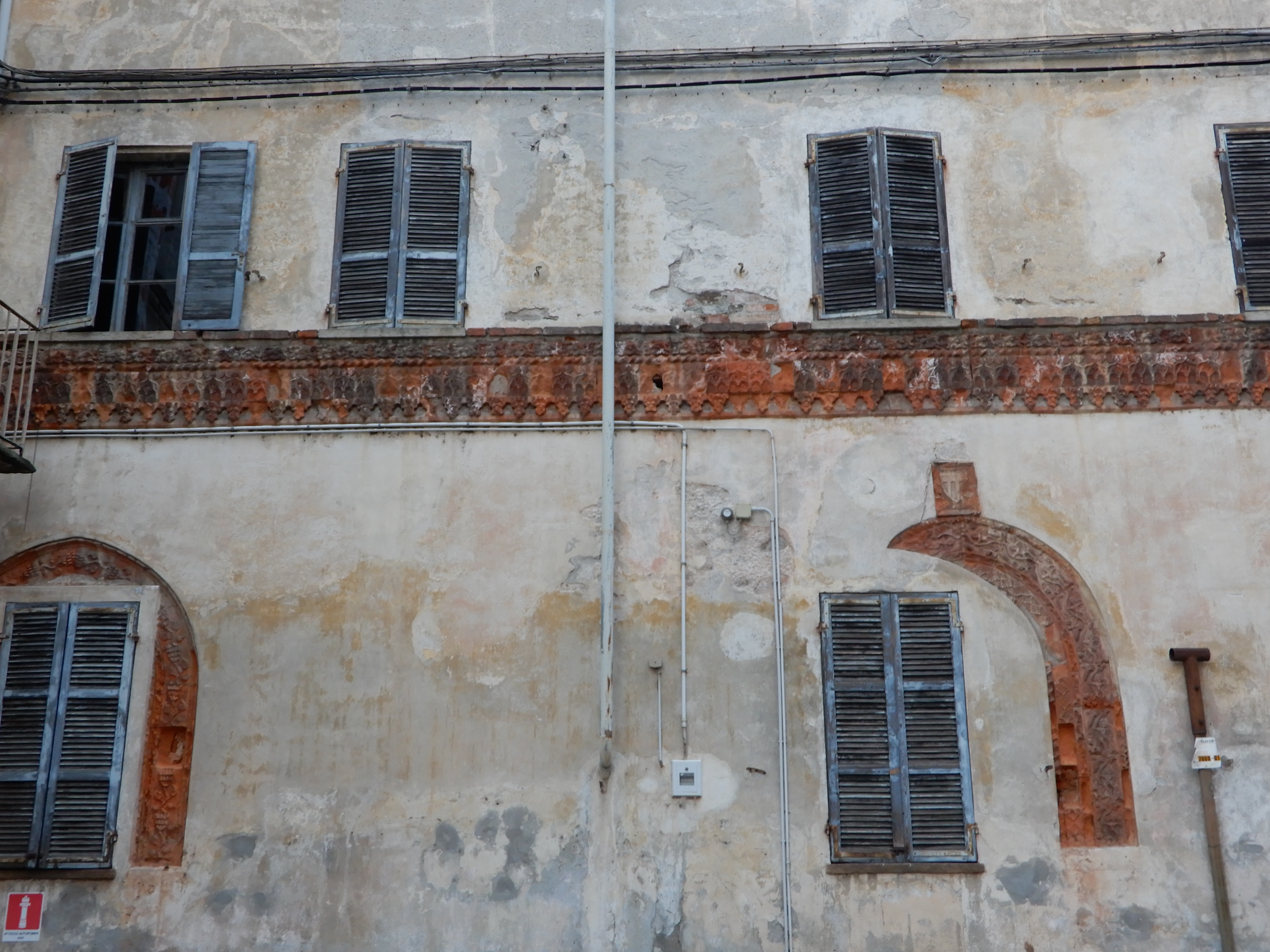
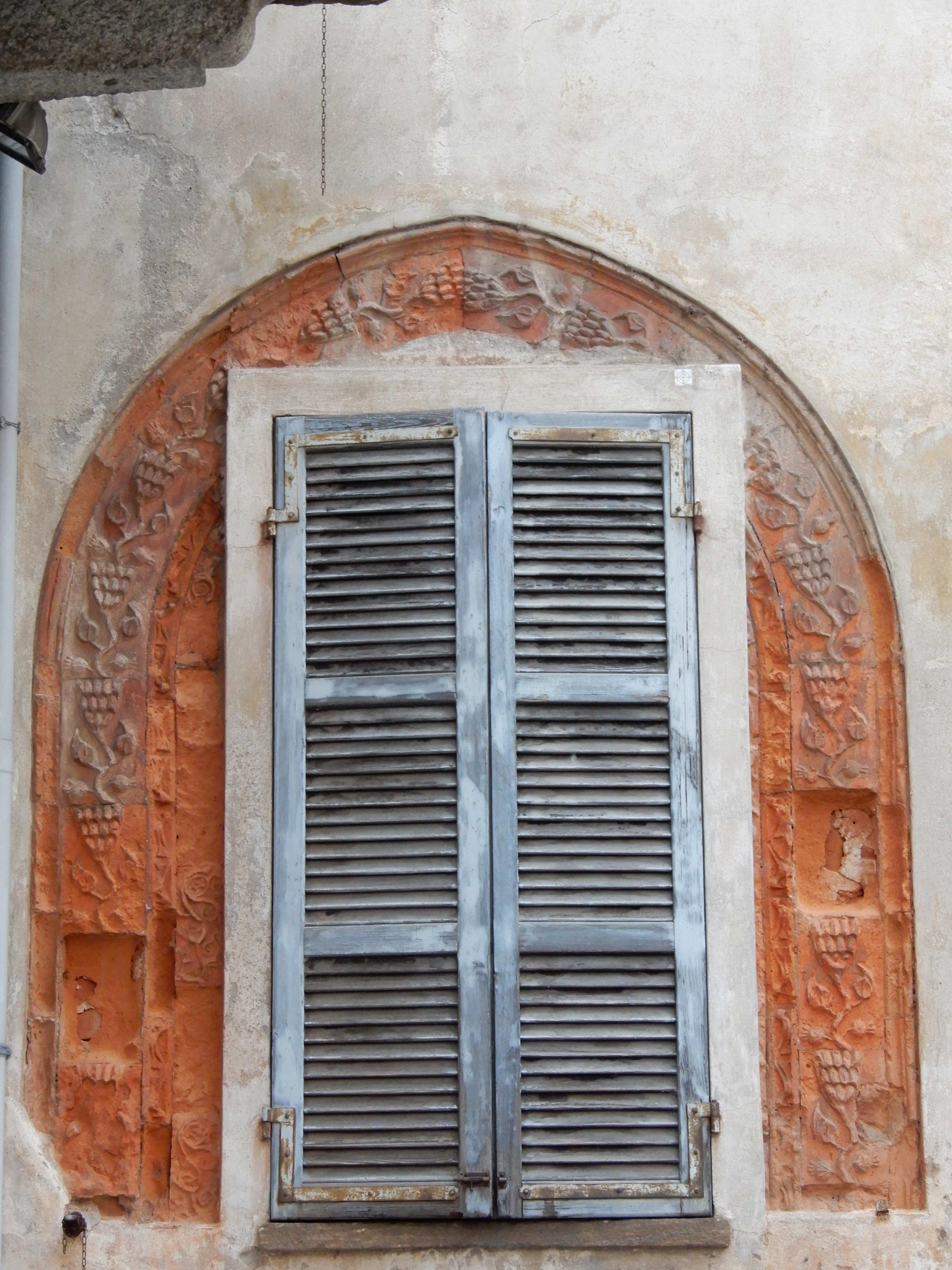
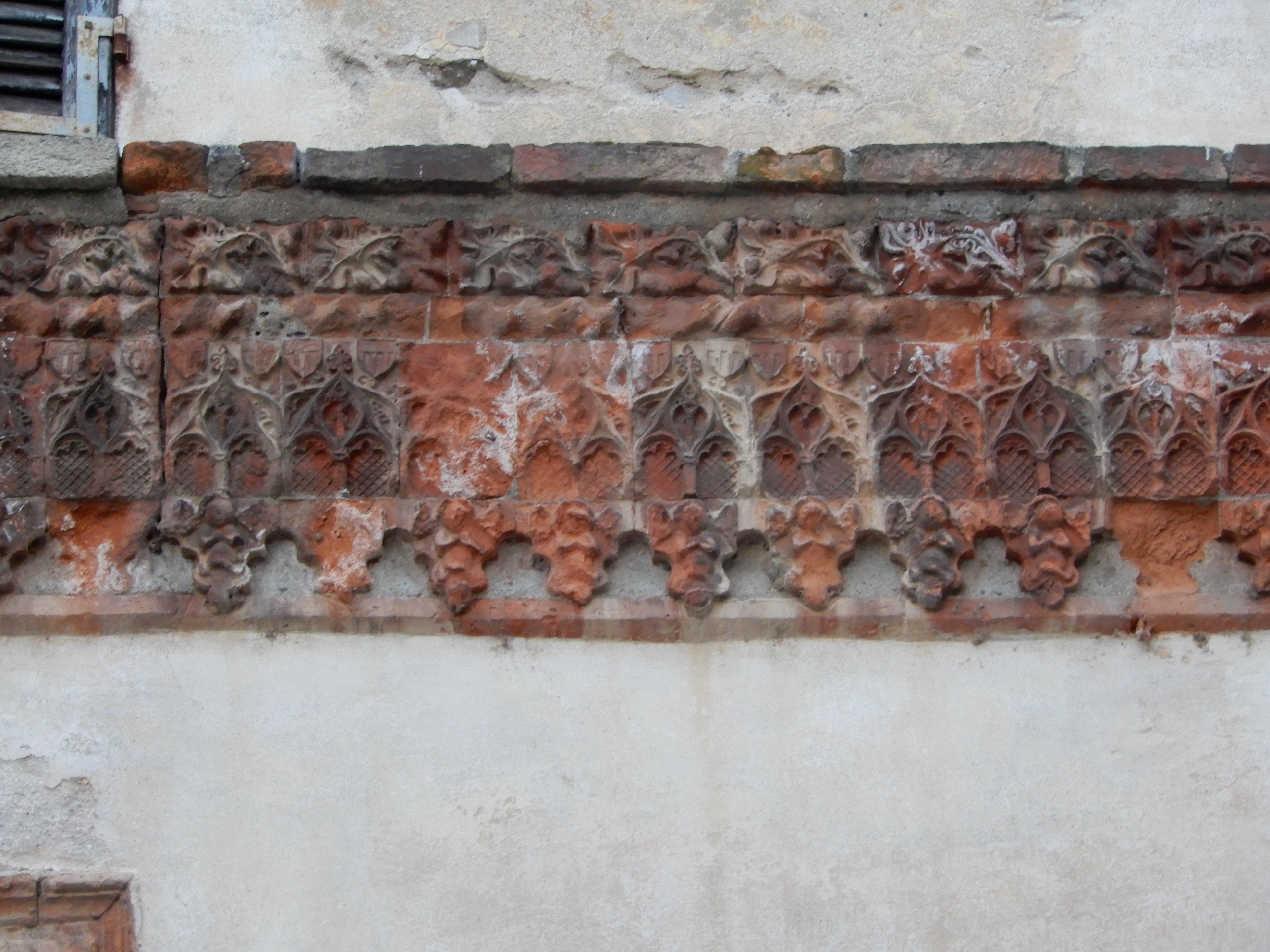